# Armand Parmentier
Armand Parmentier (Waregem, 15 februari 1954) is een Belgische voormalige atleet, gespecialiseerd in de marathon. Hij vertegenwoordigde België bij diverse grote internationale wedstrijden. Zo nam hij eenmaal deel aan de Olympische Spelen. Hij won één zilveren medaille op de Europese kampioenschappen.

## Loopbaan
Parmentier begon zijn carrière op de middellange afstand. Zo werd hij bij de jeugd Belgisch recordhouder op de 1500 m. Hij was in België een subtopper en daarom schakelde hij over naar de langere afstanden. In 1982 liep hij in Antwerpen zijn tweede marathon, die hij ook won. Met deze prestatie werd hij geselecteerd voor de Europese kampioenschappen in Athene. Hij werd er vice-Europees kampioen met een tijd van 2:15.51. De wedstrijd werd gewonnen door Gerard Nijboer, die met 2:15.16 iets minder dan een halve minuut sneller was. In datzelfde jaar won hij ook de marathon van Antwerpen in 2:19.13. In 1984 nam hij deel aan de Olympische Spelen van Los Angeles. Parmentier had in de periode 1983 tot 1993 het Belgische marathonrecord in handen met een tijd van 2:09.57.
In Nederland is Parmentier geen onbekende. Zo werd hij in 1983 vierde op de marathon van Rotterdam en een jaar later vijfde bij diezelfde wedstrijd.
In zijn actieve tijd was hij aangesloten bij AV Wingene. Nadien werd hij trainer bij onder andere AV Olsene en Flanders Atletiekclub. Sinds 2024 is hij aangesloten bij Ronse Atletiek Team en Zottegem Atletiek en begeleidt hij meerdere atleten.

## Persoonlijk records
| Onderdeel | Prestatie | Datum            | Plaats     |
| --------- | --------- | ---------------- | ---------- |
| 800 m     | 1.50,5    | 14 augustus 1978 | Bornem     |
| 1500 m    | 3.41,1    | 18 augustus 1978 | Brussel    |
| 3000 m    | 7.57,4    | 19 mei 1978      | Saint-Maur |
| 5000 m    | 13.43,3   | 12 augustus 1979 | Brussel    |
| 10.000 m  | 28.36,2   | 15 juli 1980     | Brussel    |
| marathon  | 2:09.57   | 9 april 1983     | Rotterdam  |

## Palmares

### 1500 m
- 1977:  BK AC - 3.43,5
- 1978:  BK AC - 3.46,1

### 20 km
- 1983:  20 van Alphen - 58.01,5
- 1984: 5e 20 van Alphen - 1:00.02

### halve marathon
- 1978: 9e City-Pier-City Loop - 1:05.52
- 1982: 8e halve marathon van Egmond - 1:08.24
- 1983: 4e halve marathon van Milaan - 1:05.00
- 1985:  Route du Vin - 1:05.08

### marathon
- 1980: 23e marathon van New York - 2:18.08,6
- 1982:  marathon van Antwerpen - 2:19.13
- 1982:  EK in Athene - 2:15.51
- 1983: 4e marathon van Rotterdam - 2:09.57
- 1983: 6e WK in Helsinki - 2:10.57
- 1983:  marathon van Columbus - 2:13.37
- 1984: 5e marathon van Rotterdam - 2:14.16
- 1984: 30e OS - 2:18.10
- 1984: 5e marathon van Columbus - 2:16.27

### veldlopen
- 1979:  Duindigtcross (8 km) - 23.34,1
- 1981: 5e Warandeloop (Nederland) - 28.43